# Škoda 15T
Škoda 15T (также Škoda ForCity Alfa) — семейство чешских полностью низкопольных пассажирских сочленённых трамваев с транзисторно-импульсной системой управления. Производится с 2008 года на заводе Škoda Transportation.

## История
В 2008 году был изготовлен ходовой макет, парковый номер 9200. После испытаний отправлен на завод.
В 2009 году в Прагу пришёл первый вагон, парковый номер 9201. В депо Праги по состоянию на ноябрь 2012 года находится 56 вагонов. По программе обновления подвижного состава, к 2018 году количество этих вагонов планируется довести до 250 штук.
29 марта 2010 года прибыл вагон для Риги в 5 депо. По состоянию на август 2016 года в Риге эксплуатируется 20 трёхсекционных вагонов Škoda 15T и 6 четырёхсекционных вагонов Škoda 15T1. Все они приписаны к 5 трамвайному депо и эксплуатируются на маршрутах  №6, №11,а также на новом маршруте(Открыт 05.06.17.)№1.
В 2017 году началась поставка в Ригу ещё 15 трамваев Škoda 15T и 5 трамваев Škoda 15T1. Планируется, что новые низкопольные трамваи будут курсировать по маршруту №1 в направлении района Иманта.
Дизайн вагона спроектировал Патрик Котас.

## Конструкция
Вагон состоит из трёх секций. В узлах сочленения установлены низкопольные тележки Якобса. Крайние тележки — полноповоротные, установлены максимально близко к оконечностям кузова, что позволило сделать трамвай 100% низкопольным: пространство над передней тележкой занимает кабина водителя, а над задней — задний ряд сидений.

## Поставки
| Город | Количество | Годы поставок           | Примечание             |
| ----- | ---------- | ----------------------- | ---------------------- |
| Прага | 250        | 2009 — 2019             |                        |
| Рига  | 22 (40)    | 2010 — 2011, 2017, 2018 | Модель 15Т – 3 секции  |
| Рига  | 6 (11)     | 2012, 2017, 2018        | Модель 15Т1 – 4 секции |
|       |            |                         |                        |

## Эксплуатирующие города
| Страна | Город | Количество (всех модификаций) | 15Т | 15Т0 | 15Т1 | 15Т1А | 15Т2 | 15Т2А | 15Т3 | 15Т3В | 15Т4 | 15Т5 | 15Т6 | 15Т7 |
| Чехия  | Прага | 250                           |     | 2    | 8    | 1     | 15   |       | 98   | 1     | 32   | 32   | 32   | 29   |
| Латвия | Рига  | 33                            | 20  | 6    | 6    |       |      | 1     |      |       |      |      |      |      |